# Міва (Айті)
35°12′0″ пн. ш. 136°47′0″ сх. д. / 35.20000° пн. ш. 136.78333° сх. д.
Мі́ва (яп. 美和町, きらちょう, МФА: [mʲiwa t͡ɕoː]) — містечко в Японії, в повіті Ама префектури Айті. Існувало протягом 1958 — 2010 років. Розташовувалося в північно-західній частині префектури, на півдні  Міно-Оварійської рівнини. Отримало статус містечка 1958 року. Площа становила 9,92 км². Станом на 2010 рік населення становило 23 937 осіб, густота населення — 2413 осіб/км². 22 березня 2010 року, разом із містечками Дзімокудзі та Сіппо, утворило місто Ама.